# 纳兹姆勒·侯赛因·尚托

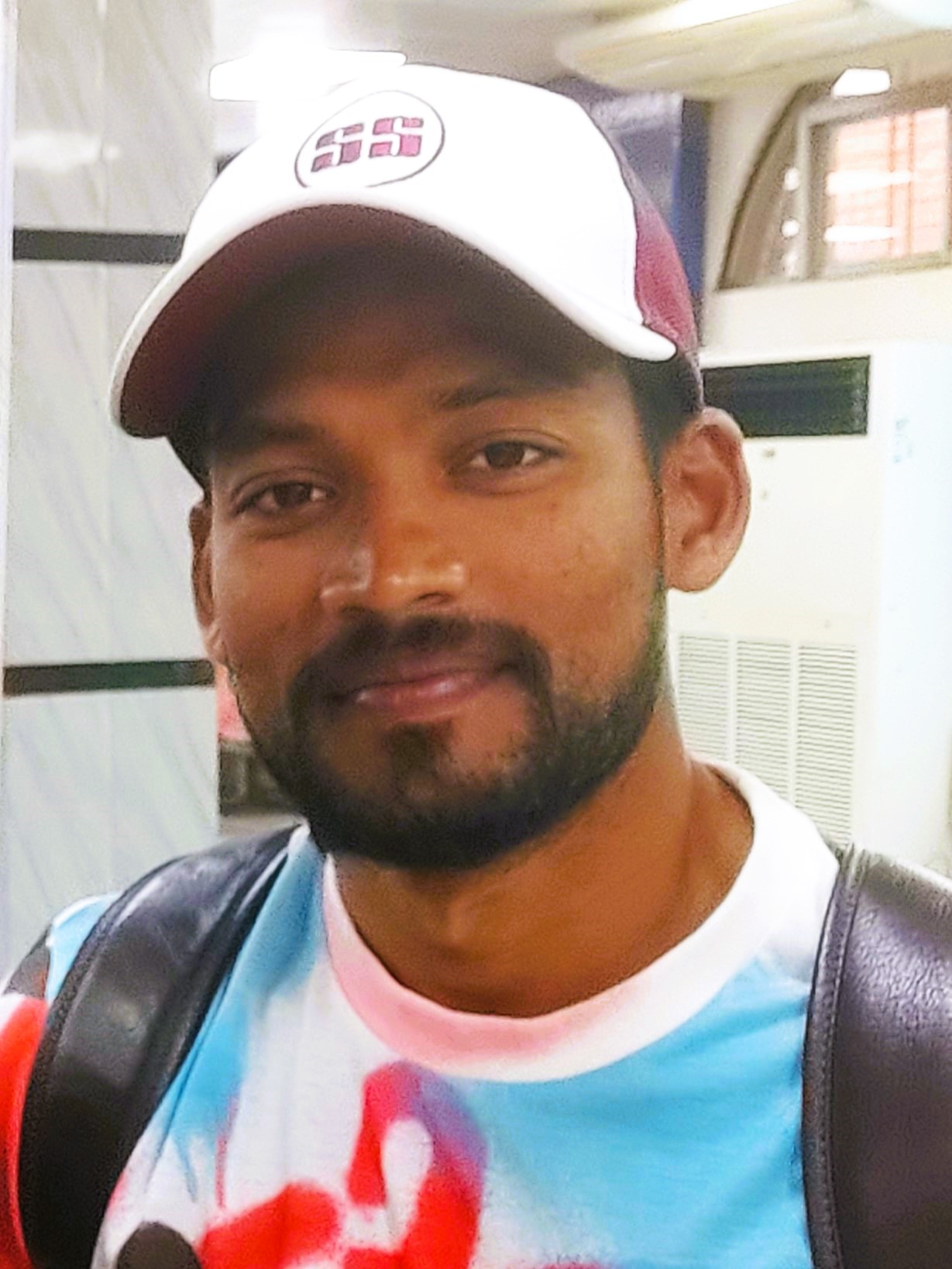

纳兹姆勒·侯赛因·尚托（英語：Nazmul Hossain Shanto，1998年5月25日—）生于拉杰沙希市，是一名孟加拉国男子板球运动员，他曾在2015年12月入选了2016年19岁以下板球世界杯孟加拉国队。